# Religia w Wiśle
Religia w Wiśle – Wisła jest jednym z największych ośrodków luterańskich w Polsce i jest jedynym miastem, w którym ludność tego wyznania stanowi większość. Oprócz luteran miasto zamieszkują katolicy, członkowie Kościołów ewangelikalnych, Świadkowie Jehowy i inni.

## Kościół Ewangelicko-Augsburski (luterański)

### Historia
Pierwszym ewangelikiem na Śląsku Cieszyńskim został Wacław III Adam Cieszyński. Protestantyzm w okresie reformacji przyjmowali w okresie reformacji przedstawiciele wszelkich warstw społecznych, w tym chłopi. Kontrreformacja dotknęła ludność luterańską w Wiśle w mniejszym stopniu niż na innych terenach. Na początku XIX wieku luterańska parafia w Wiśle liczyła ok. 3000 osób, ok. 1865 r. – 4000. Według spisu ludności dokonanego w końcu XIX wieku w Wiśle żyło 3980 protestantów, 240 katolików i 41 Żydów. Obecnie wyznawcy Kościoła ewangelicko-augsburskiego w dalszym ciągu stanowią najliczniejszą wspólnotę wyznaniową w mieście, szacowaną na 6000-6500 osób. Liczba ewangelików zmniejsza się z powodu migracji młodych osób do innych miast i przechodzenia części z nich do innych wyznań.
- Parafie Kościoła Ewangelicko-Augsburskiego:
  - Parafia Ewangelicko-Augsburska w Wiśle
  - Parafia Ewangelicko-Augsburska w Wiśle Czarnem
  - Parafia Ewangelicko-Augsburska w Wiśle Głębcach
  - Parafia Ewangelicko-Augsburska w Wiśle Jaworniku
  - Parafia Ewangelicko-Augsburska w Wiśle Malince
- Znani ewangelicy augsburscy pochodzący z Wisły:
  - pisarz i publicysta Jerzy Pilch[2]
  - skoczek narciarski Adam Małysz[2]

## Kościół Katolicki

### Historia
Prawdopodobnie w roku 1444 niedaleko od miejsca obecnego kościoła parafialnego powstał pierwszy, drewniany kościółek wiślański – zapewne jako kaplica cmentarna (z taką datą na belce sufitowej – 1444). W trakcie rozwoju reformacji kościółek przejęła wspólnota protestancka i rozbudowała go.
W czasie swej misji rekatolizacyjnej jezuita ks. Leopold Tempes w 1718 roku poświęcił jako katolicką miejscową kaplicę wzniesioną przez ewangelików, a w 1725 roku rozbudował ją. W 1785 roku stała się ona filią parafii w Ustroniu.
W latach 1851–1865 wybudowano obecny, murowany kościół pw. Wniebowzięcia NMP. W parafii było wówczas zaledwie ok. 190 katolików – spośród ok. 4000 mieszkańców Wisły. Od 1651 roku miejscowość Wisła podlegała parafii w Goleszowie. W 1938 roku erygowano tu lokalię, a 28 maja 1957 roku parafię Wniebowzięcia NMP. W latach 80. XX wieku wyodrębniły się z niej dwie kolejne parafie: Znalezienia Krzyża Świętego w Wiśle–Głębcach (osiedle Głębce) oraz św. Pawła od Krzyża w Wiśle (osiedle Nowa Osada). Wspólnota katolicka liczy w Wiśle ok. 2400 wyznawców.
- Metropolia krakowska, Diecezja bielsko-żywiecka:
  - Dekanat Wisła[5]:
    - Parafia Wniebowzięcia Najświętszej Maryi Panny w Wiśle[6]. Najstarsza parafia katolicka w mieście, erygowana 28 maja 1957. W parafii – oprócz kościoła parafialnego – znajdują się kaplice: Dom Sióstr Elżbietanek na Parteczniku oraz Dom Formacyjny Ruchu Światło-Życie w Jaworniku. W kaplicach tych codziennie odprawia się msze[4].
    - Parafia Znalezienia Krzyża Świętego w Wiśle–Głębcach[7]. Parafia erygowana 29 kwietnia 1984 r. Kościół parafialny został wzniesiony w latach 1981–1983, a poświęcony 12 czerwca 1983 r. Do żelbetowej konstrukcji przylega zabytkowa wieża z XVII wieku, przeniesiona z Połomi w powiecie wodzisławskim, zbudowana tam w 1575 r. Na terenie parafii znajduje się również kościół filialny pw. Matki Bożej Częstochowskiej wraz z ośrodkiem prowadzonym przez Salezjanów[8][9].
    - Parafia św. Pawła od Krzyża w Wiśle Nowej Osadzie[10]. Najmłodsza parafia katolicka w mieście, erygowana 1 stycznia 1989, prowadzona przez ojców pasjonistów. W 2005 roku należało do niej ponad 300 osób (według danych z 2017 roku – 271)[11].

## Inne wspólnoty protestanckie
Zbory ewangelikalne zostały założone na początku XX wieku przez powracających emigrantów z Ameryki. W 2007 działały następujące wspólnoty:
- Kościół Zielonoświątkowy w RP – 200–300 wyznawców[12]
- Zbór Stanowczych Chrześcijan w RP – ok. 200 wyznawców[12]
- Stanowczy chrześcijanie (grupa niezarejestrowana) – ok. 100 wyznawców[12]
- Kościół Adwentystów Dnia Siódmego – ok. 70 osób[12]
- Kościół Chrześcijan Baptystów w RP – ok. 40 wyznawców[12]
- Chrześcijański Kościół „Maranatha” w Wiśle – wspólnota zielonoświątkowa z główną siedzibą w Wiśle – 20–30 wyznawców[12]
- Zbór Poselstwa Czasów Końca – 15–20 wyznawców[12]
- Zbór Ewangelii Łaski (ruch Williama Branhama) – 6–8 osób[12]
- Kościół Chrześcijan Dnia Sobotniego – kilka osób[12]
- Kościół Wolnych Chrześcijan w RP – kilka osób[12].

Zbory innych wspólnot protestanckich mają lokalny „wiślański” charakter nieco je odróżniający od innych zborów tych ugrupowań. Do roku 1998 działał tu zbór Kościoła Ewangelicko-Metodystycznego, w którym praktykowano chrzest dorosłych. W 1998 zbór został rozwiązany. W zborze Kościoła Zielonoświątkowego w niektórych sytuacjach do Wieczerzy Pańskiej dopuszczane są osoby „nieochrzczone”. Również zbór adwentystyczny ma nieco inny charakter, niż zbory KADS w innych częściach Polski.

## Świadkowie Jehowy

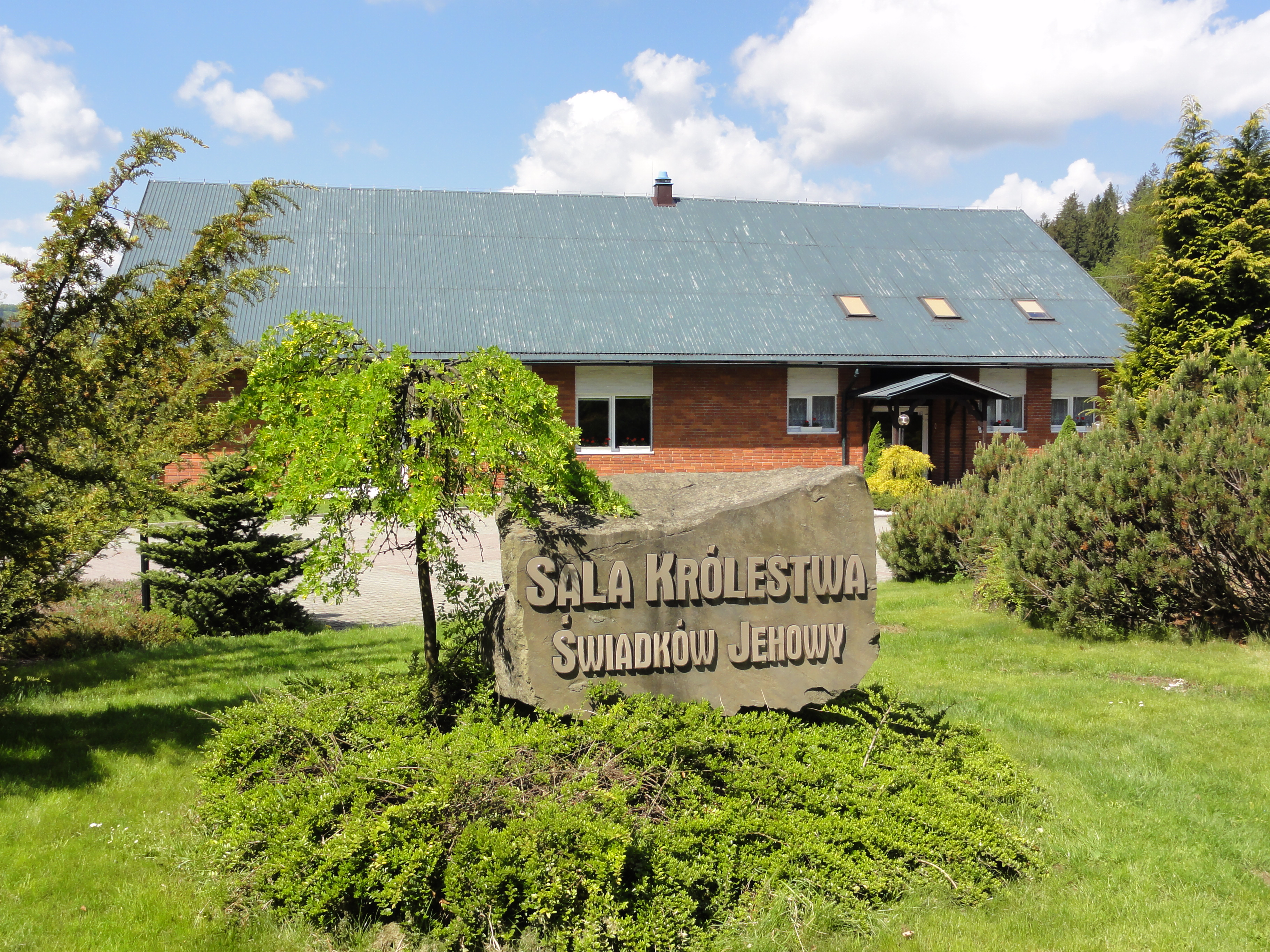
Sala Królestwa w Wiśle Malince

### Historia
W 1929 roku przybył do Wisły Jan Gomola, który odtwarzał mieszkańcom wykłady biblijne nagrane na płytach gramofonowych. W 1939 roku w Wiśle było 140 głosicieli (ok. 13% spośród 1039 głosicieli w ówczesnej Polsce). W czasie niemieckiej okupacji wielu z nich zostało osadzonych w obozach koncentracyjnych. Najczęściej powodem ich aresztowania była odmowa pracy w jednostce zmilitaryzowanej Todt bądź służby w Wehrmachcie. Wiosną 1942 roku aresztowano 17 Świadków Jehowy z Wisły. W ciągu trzech miesięcy 15 z nich zmarło w obozie koncentracyjnym Auschwitz. Mimo tego w ciągu następnych sześciu miesięcy liczba głosicieli w Wiśle wzrosła dwukrotnie. Wkrótce doszło do kolejnych aresztowań. Ogółem represjom poddano 83 wiślańskich Świadków, zainteresowanych i ich dzieci. Większość wysłano do hitlerowskich obozów koncentracyjnych lub do przymusowej pracy w kopalniach czy też kamieniołomach na terenie Polski, Niemiec i Czech. Łącznie do obozów koncentracyjnych i do pracy niewolniczej zesłano 53 dorosłych wyznawców z Wisły; z tej liczby 38 straciło życie, a tylko 13 powróciło. Niektóre dzieci Świadków Jehowy wywieziono wraz z matkami do obozów przejściowych na terenie Czech. Dziesięcioro dzieci Świadków Jehowy w wieku od 8 do 14 lat, w tym trzy dziewczynki i siedmiu chłopców odebrano rodzicom i umieszczono w obozie dla nieletnich w Łodzi. W roku 1945 wszystkie samodzielnie powróciły do domu. Po II wojnie światowej w Wiśle działały już 3 zbory. Zebrania odbywały się w małych grupkach, najczęściej nocami. Urząd Bezpieczeństwa aresztował wielu spośród nich, niektórych uwięziono na 5 lat. W połowie lat 60. XX wieku rozpoczęto tu organizowanie pierwszych w kraju tzw. konwencji leśnych. Po roku 1989 około 100 miejscowych głosicieli zostało pionierami. W 2004 roku skrótowo opisano działalność tutejszych wyznawców w „Strażnicy”.
Około 2002 roku w Wiśle działalność kaznodziejską prowadziło około 500 głosicieli w 4 zborach (Wisła-Centrum, Wisła-Głębce, Wisła-Malinka Dolna, Wisła-Malinka Górna), zgromadzających się w dwóch Salach Królestwa.

## Ekumenizm
Pomimo iż w Wiśle często są organizowane nabożeństwa ekumeniczne, mieszkańcy Wisły nie popierają ekumenicznych trendów. Według ewangelików i katolików ekumenizm został wymuszony przez zwierzchników kościołów, a jego ostatecznym celem miałaby być unifikacja kościołów. Przedstawiciele innych wspólnot twierdzą, że ekumenizm to problem ewangelików i katolików. Ekumenizm traktowany jest jako postawa wymuszona przez ducha czasów.